# Женщина, которая смеётся
«Женщина, которая смеётся» (пол. Kobieta, która się śmieje) — совместный польско-американский чёрно-белый короткометражный художественный фильм 1931 года, снятый режиссёром Рышардом Ордыньским в 1931 году на филиале студии Paramount Pictures во Франции.

## Сюжет
Иза Брентон, жена директора одного из нью-йоркских банков, отдыхает на море. Во время купания с ней происходит несчастный случай. Рядом гуляет группа подвыпивших мужчин, один из которых относительно трезв, чтобы броситься ей на помощь и спасти Изу. Однако алкоголь исказил восприятие спасателя до такой степени, что «он что-то придумывает в их отношениях», что, к сожалению, подтверждают его пьяные коллеги. Поздно вечером он находит номер Изы в отеле и врывается в него, желая «благодарности» с её стороны. За его действиями наблюдают «папарацци», представляющие один из таблоидов. Вскоре сенсационная статья в журнале вызывает «скандал в высшем обществе». Муж Изы начинает бракоразводный процесс и хочет лишить её родительских прав в отношении единственной дочери, доверив дело своему другу, адвокату Фарру.

## В ролях
- Софья Батыцкая — Иза Брентон
- Александр Жабчинский — Фарр, адвокат
- Кристина Анквич — Кристина
- Виктор Беганьский — Брентон, муж, директор банка
- Веслав Гавликовский — спасатель
- Зофия Сляская — Долли
- Аркадий Ари — репортёр